# Atlassian
Atlassian – australijskie przedsiębiorstwo dostarczające rozwiązania programistom, kierownikom projektów i innym zespołom programistycznym.
Firma została założona  w Sydney w 2002 roku przez Mike’a Cannon-Brookesa i Scotta Farquhara, którzy poznali się podczas studiów na Uniwersytecie Nowej Południowej Walii. Według danych z 2020 roku firma miała około 174 000 klientów na całym świecie i dziewięć biur w sześciu krajach.
W wyniku restrukturyzacji w 2014 roku firma macierzysta przekształciła się w Atlassian Corporation PLC z siedzibą w Londynie, chociaż faktyczna siedziba pozostała w Sydney.
10 grudnia 2015 złożono pierwszą ofertę publiczną na giełdzie NASDAQ.